# Uganda
La República d'Uganda és un país del centre d'Àfrica. Limita a l'est amb Kenya, al nord amb el Sudan del Sud, a l'oest amb la República Democràtica del Congo, al sud-oest amb Ruanda i al sud amb Tanzània. Al sud i a l'est del país es troba el Llac Victòria, que comparteix amb Kenya i Tanzània.
Uganda va prendre el seu nom de l'antic regne de Buganda, el qual comprenia una part del sud del país, incloent-hi la capital Kampala.

## Etimologia
El nom Uganda, és el terme suahili per a Buganda i va ser adoptat pels funcionaris britànics el 1894, quan van establir un protectorat, el Protectorat d'Uganda, amb centre a Buganda.

## Història

### Període precolonial
És poc coneguda la història d'Uganda abans de l'arribada dels primers no africans encara que és coneguda la presència humana a l'àrea almenys des del primer mil·lenni a.C.
Els pobles que formaven l'actual Uganda van ser caçadors-recol·lectors fins al 700 al 300 aC., poblacions de llengua i cultura bantú, probablement originàries de l'Àfrica central, van emigrar cap al sud del país, portant amb elles el treball del ferro i noves organitzacions socials i polítiques. Als segles XIV i XV segle, l'Imperi Kitara cobria la major part dels Grans Llacs d'Àfrica, entre el llac Albert, el llac Tanganica, el llac Victòria i el llac Kyoga. El seu govern es va basar en el que es va conèixer com el Regne d'Ankole, a mans de la dinastia Bachwezi, que va succeir a la semillegendària dinastia Batembuzi.
Al nord i a l'est del país, pobles nilòtics que practiquen la ramaderia i l'agricultura - inclosos els Luo i els ateker - van colonitzar la regió a principis del segle II, que hauria provocat la caiguda de l'Imperi Chwezi. Es diu que els bessons Rukidi Mpuuga i Kato Kintu van ser els primers reis Bunyoro i Buganda després de la fi de l'Imperi Chwezi i van fundar les dinasties Babitto i Bambejja. Alguns Luos es van establir als territoris Bunyoro i s'hi van assimilar, fundant la dinastia babiito de l'actual Omukama dels Bunyoro-Kitara.
Les migracions dels luos van durar fins al segle xvi, cap a l'est d'Uganda com a la riba oriental del llac Victòria, als territoris de l'actual Kenya i Tanzània. Els Ateker (Karimojong i Iteso) es van establir al nord-est i l'est del país i alguns es van fusionar amb els luos al nord del llac Kyoga.
A partir de la dècada de 1830, els comerciants àrabs van arribar terra endins des de les costes de l'Àfrica oriental. Van ser seguits trenta anys més tard per exploradors britànics a la recerca de les fonts del Nil. Els missioners protestants i després catòlics van arribar el 1877 i el 1879 respectivament.

### Període colonial

Escut del Protectorat d'Uganda.

Quan els àrabs i els europeus hi van arribar al segle xix trobaren una sèrie de regnes en la zona, suposadament fundats al segle xvi. El més extens i el més important d'aquests regnes era Buganda, el qual encara existeix avui com una part d'Uganda. Els altres foren els d'Ankole, Bunyoro i Toro.
El Regne Unit va posar la regió sota l'autoritat de la Companyia Imperial Britànica de l'Àfrica Oriental el 1888 i la va administrar com a protectorat a partir de 1894, quan la companyia va fer fallida, fins a la independència el 9 d'octubre de 1962.
Durant la dècada de 1890, 32.000 obrers de l'Índia britànica van ser contractats per treballar en la construcció de ferrocarrils. Un cop acabades les obres, 6.724 d'ells van decidir quedar-se a l'Àfrica oriental. Es forma doncs una gran comunitat índia, dotada de privilegis comercials.
Després d'integrar altres cacicats i territoris, el protectorat anomenat Uganda va prendre la seva forma definitiva el 1914.
El període colonial està estructurat per la dicotomia Regne de Buganda-altres estats. Això frenarà el desenvolupament del nacionalisme ugandès, creant-se efectivament les primeres formacions sobre una base ètnica, com la Young Baganda Association (1919).

### Independència
El 9 d'octubre de 1962, a la independència de l'Uganda, el problema de les estructures polítiques va sorgir de manera aguda. La solució adoptada, expressada en la primera Constitució, és de tipus federal - associa els quatre antics regnes - però Buganda manté la seva preponderància fins i tot en nom del nou Estat, Uganda, país dels Bagandes. El Kabaka Mutesa II es converteix en el seu president per vida. Milton Obote, fundador el 1960 del Congrés del Poble d'Uganda (UPC), esdevé primer ministre. La UPC, com el seu líder, és el partit de les poblacions nilòtiques del Nord, contraris al domini econòmic i polític de Buganda i, per tant, partidaris de la centralització. En conseqüència, les tensions entre el nord nilòtic i el sud bantú s'exacerben.
El 1966 l'aleshores primer ministre Milton Obote va subvertir la constitució declarant-se President, encetant una era de cops i contra-cops que es va allargar fins ben avançats els anys 80.

### Dictadura d'Amin Dada
El 25 de gener de 1971, Idi Amin Dada va prendre el poder en un cop d'estat. Inicialment amb el suport dels països occidentals que temien una orientació massa socialista del règim anterior, Amin Dada va ser abandonat per ells quan el seu règim es va tornar tirànic i sanguinari. En vuit anys de poder, el règim serà acusat de la mort o desaparició de prop de 300.000 ugandesos. Privades de l'ajuda occidental, després de l'expulsió del país dels 50.000 indopakistanesos (que tenien comerços i molts negocis) i l'opressió dels intel·lectuals, l'economia es va enfonsar. L'any 1978, amb la caiguda del preu del cafè, principal producte d'exportació, Uganda va estar a punt de la fallida i el govern ugandès va rebre l'ajuda financera dels estats àrabs, amics d'Idi Amin Dada. El mateix any, després dels amotinaments de l'exèrcit, l'assetjat Idi Amin Dada va llançar la guerra entre Uganda i Tanzània. Tanzània va contraatacar i, amb l'ajut del moviment de resistència d'Uganda, el va enderrocar l'abril de 1979. La ciutat de Lira al nord, va ser la darrera a romandre en mans de les tropes de Dada, fins que caigui el 15 de maig. L'exdictador es va exiliar després a Líbia i després a l'Aràbia Saudita, on va morir el 2003.

### Era Museveni
El desembre de 1980, Milton Obote va recuperar el poder en unes eleccions disputades, provocant una guerra civil. Va ser enderrocat el 1985 per un cop d'estat dels seus propis generals. Però el règim no aconsegueix contenir la rebel·lió d'un grup armat, actuant l'Exèrcit de Resistència del Senyor.(NRA). A principis de 1986, amb la presa de Kampala, el líder d'aquest grup, Yoweri Museveni, de 42 anys, va prendre el poder. Inicialment declarat socialista, va fer d'Uganda, un cop va arribar al poder, un laboratori de polítiques liberals i va redreçar l'economia del país. Va endurir la repressió contra els homosexuals, encara que aquestes iniciatives en aquest àmbit estan en part contingudes pel Tribunal Constitucional del país. Va ser reelegit sis vegades: el 1996, el 2001, el 2006, el 2011 i el 2016, en primera volta, el 2021 en segona volta, cada vegada amb sospites de frau.
Uganda s'ha vist implicada en els conflictes dels estats veïns com Ruanda o la República Democràtica del Congo.
Uganda destaca per haver donat la resposta més efectiva contra el HIV entre els països africans.

## Govern i política
El president d'Uganda, actualment Yoweri Museveni, és tant el cap de govern com el cap d'estat. El president designa un primer ministre que l'ajuda en els seus quefers. El parlament està constituït per l'Assemblea Nacional, que té 303 membres, 86 dels quals són designats per grups d'interessos, incloent les dones i l'exèrcit. El restant de membres són triats per un període de cinc anys durant les eleccions generals.
Durant dinou anys, a fi d'evitar la violència sectària, els partits polítics han estat prohibits, però en un referèndum l'any 2006, els ugandesos optaren per cancel·lar aquesta prohibició i començar una transició cap a la democràcia multipartidista.

### Organització politicoadministrativa
El territori ugandès està dividit en setanta-vuit districtes (abans del juliol de 2006 eren només setanta). A la vegada, aquests districtes s'agrupen en quatre divisions administratives: Nord, Est, Central i Oest. Els districtes deuen el seu nom a la seva capital. Per exemple, la ciutat de Kampala es troba en el Districte de Kampala. Els antics regnes tradicionals també mantenen la seva presència simbòlica, cultural i ètnica en l'organització politicoadministrativa del país en un cert reconeixement oficial; el més gran és el de Buganda.
| - Abim - Adjumani - Amolatar - Amuria - Amuru - Apac - Arua - Budaka - Bududa - Bugiri - Bukedea - Bukwo | - Bundibugyo - Busehnyi - Bulisa - Busia - Busiki - Butaleja - Dokolo - Gulu - Hoima - Ibanda - Iganga - Isingiro | - Jinja - Kaabong - Kabale - Kabarole - Kaberamaido - Kalangala - Kaliro - Kampala - Kamuli - Kamwenge - Kanungu - Kapchorwa | - Kasese - Katakwi - Kayunga - Kibaale - Kiboga - Kiruhura - Kisoro - Kitgum - Koboko - Kotido - Kumi - Kyenjojo | - Lira - Luwero - Lyantonde - Manafwa - Masaka - Masindi - Mayuge - Mbale - Mbarara - Mityana - Moroto - Moyo | - Mpigi - Mubende - Mukono - Nakapiripirit - Nakaseke - Nakasongola - Nebbi - Ntungamo - Nyadri - Oyam - Pader - Pallisa | - Rakai - Rukungiri - Sembabule - Sironko - Soroti - Tororo - Wakiso - Yumbe |

## Geografia

Mapa d'Uganda

Tot i que Uganda no té sortida al mar, té accés a diverses masses d'aigua, incloent el llac Victòria, el llac Albert, el llac Kyoga i el llac Eduard. El país es troba a l'est d'Àfrica, sobre un altiplà, en una mitjana de 900 m sobre el nivell del mar.
Malgrat que el clima és tropical, difereix entre les diferents regions del país. Uganda posseeix unes quantes illes en el llac Victòria. Les ciutats més importants del país es troben al sur, incloent la capital, Kampala, i la ciutat d'Entebbe.

## Ecologia
La major part d'Uganda correspon al bioma de sabana. WWF distingeix diverses ecoregions:
- la sabana sudanesa oriental al nord,
- el mosaic de selva i sabana del nord del Congo al nord-oest,
- la sabana arbustiva de Kenya al nord-est, i
- el mosaic de selva i sabana de la conca del llac Victòria al centre i sud del país.

Les zones muntanyoses són cobertes de selves i, a major altitud, de praderes de muntanya:
- selva muntanyosa de la falla Albertina i erm de les muntanyes Ruwenzori i Virunga a l'oest
- selva muntanyosa de l'Àfrica oriental i erm muntanyós de l'Àfrica oriental en l'est

## Economia
Uganda té considerables recursos naturals, incloent sòls fèrtils, pluges regulars i grans jaciments de coure i cobalt. L'agricultura és el sector més important de l'economia, utilitzant més del 80% de la força de treball, en el major ingrés provinent de l'exportació de cafè. Des de 1986 el govern (amb el suport d'altres països i agències internacionals) ha estat actuant per a rehabilitar una economia delmada durant el règim d'Idi Amin i la posterior guerra civil. Les mesures establertes han inclòs una reforma monetària, l'alça dels preus per als productors dels cultius d'exportació, increments en el preu dels productes del petroli i millores salarials en l'administració estatal. La política de canvi té com a objectiu desanimar la inflació, encoratjar la producció i millorar la balança de pagaments.

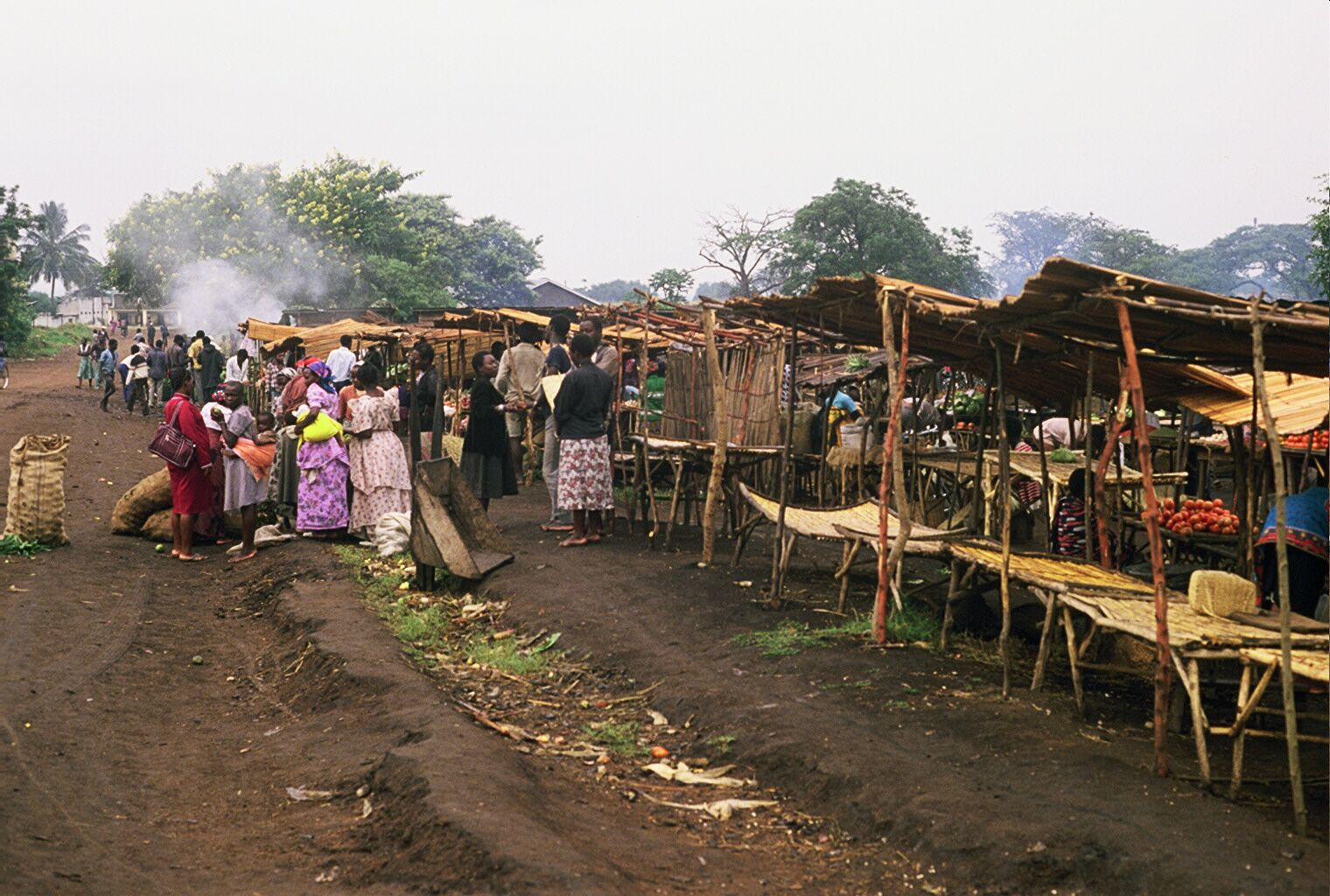
Mercat tradicional al sud-oest d'Uganda.

Durant el període 1990-2001, l'economia va tenir un desenvolupament sòlid, basat en la inversió contínua per a la rehabilitació de les infraestructures, millora d'incentius a la producció i exportacions, reducció de la inflació, millora gradual de la seguretat interior i la tornada d'empresaris exiliats.
La implicació d'Uganda en la guerra de la República Democràtica del Congo, la corrupció governamental i la demora de la determinació del govern per a instaurar reformes augmenta els dubtes sobre la continuïtat del fort creixement.

## Demografia
A Uganda habiten molts grups ètnics diferents, cap dels quals forma una majoria dins de la població total. L'anglès es va convertir en l'idioma oficial després de la independència, tot i que hi ha més de 40 llengües en ús en tot el país. L'idioma en nombre més gran de parlants natius és el ganda, parlat en la regió Buganda, regió que inclou Kampala. L'iteso segueix en quantitat de parlants (4,2 milions), cobrint set districtes de la part oriental del país. El suahili és àmpliament emprat com a llenguatge bàsic per al comerç.
La majoria de la població és cristiana dividint-se a parts iguals entre l'església catòlica i les diverses confessions protestants. Hi ha una important minoria musulmana, superior al 15%. També es practiquen les creences indígenes. A banda, entre la minoria asiàtica, es practica l'hinduisme.
El 2007, Uganda tenia 30.262.000 habitants. El 99% era negra, el 0,3% blanca (europeus o descendents) i el restant 0,7% era compost per asiàtics i àrabs. Els idiomes oficials són l'anglès i el suahili. L'esperança de vida és de 51 anys.
La mitjana de fills per dona és de 6.84, una de les taxes més elevades del món, la qual cosa està provocant un creixement de la població mai vist en la història del país.